# Пітер Пікарт
 Пітер Пікарт  (нід. Pieter Picart) (1668 Амстердам — 1737 Санкт-Петербург — голландський гравер та картограф.

## Життєпис
Пітер Пікарт більшу частину свого життя працював в Росії. Навчався мистецтву гравіювання в Голландії в майстерні Адріана Шхонебека. Був найнятий на роботу в Росію Петром I в Амстердамі в 1698 р. під час Великого посольства. 1702 р. переїхав до Москви, де був прийнятий на роботу в Збройну палату помічником А. Шхонебека. З 1705 р. керував Гравіювальною майстернею Збройної палати. Через 3 роки Пікарт був переведений на роботу в гравіювальну майстерню при Московському друкованому Дворі. З 1714 по 1727 р. працював в Санкт-Петербурзької друкарні. Після скасування Санкт-Петербурзької друкарні (1727) Пікарту була призначена пенсія від Синоду.

## Карти України

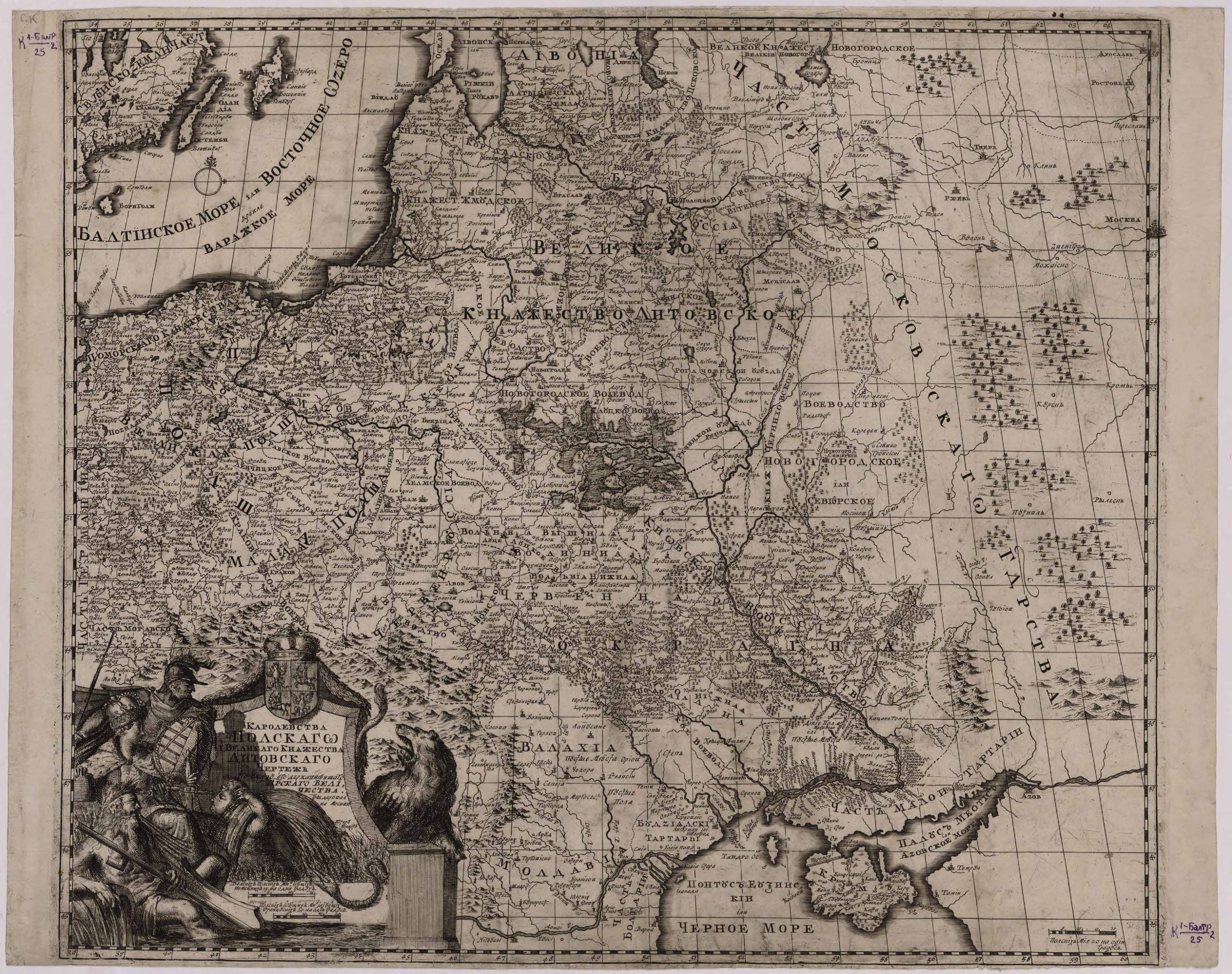
Королевства Польского и Великого княжества Литовского чертеж

1705 р. Пітер Пікарт та Адріан Шхонебек видали в Москві карту «Королевства Польского и Великого княжества Литовского чертеж / По указу его державнейшего царского величества грыдоровал на Москве Питер Пикарт; [Картуш грав. А. Шхонебек]». На карті Західна Україна (Львівське та Холмське воєводства) — Червона Русь (Червен Руссіа); Брацлавське та Київське воєводства (Правобережжя та Лівобережжя) — УКРАІНА (Україна); Південна Україна — Частина Малої Тартарії; теперішня Росія — Московська держава (Московское государство). Назва УКРАІНА на карті написана великими літерами, як держава. Паралельно цьому напису — напис ЧЕРВЕННА РУССІА (Червона Русь). Отже, назва Червона Русь на карті міститься двічі й стосується як Західної України так і всієї України.